# Mac OS X 10.2
Mac OS X 10.2, кодовое название при разработке — Jaguar (с англ. — «Ягуар»), в ретроспективе ОС Apple иногда упоминается как Mac OS X Jaguar — третий основной выпуск macOS — операционной системы для настольных компьютеров и серверов компании Apple. Эта версия заменила предыдущую версию — Mac OS X 10.1 Puma и предшествовала Mac OS X Panther (версии 10.3). Операционная система была представлена 23 августа 2002 года. Пользователи могли приобрести как индивидуальную лицензию, так и семейный пакет, позволяющий установить систему на пяти компьютерах в пределах одного домохозяйства.
Jaguar стал первым выпуском Mac OS X, в котором внутреннее кодовое имя использовалось в официальном названии продукта. Для продвижения новой ОС Apple задействовала изображение ягуара, созданное специалистами студии Pixar. Впоследствии подобные кодовые имена животных использовались в маркетинговых кампаниях до выхода OS X Mavericks в 2013 году, когда Apple перешла на использование географических названий Калифорнии.

## Системные требования
Для работы Mac OS X Jaguar требовался процессор PowerPC G3 или G4 и минимум 128 МБ оперативной памяти. Специальные сборки системы также были разработаны для первых моделей компьютеров с процессорами PowerPC G5.

## Новые и изменённые функции
Mac OS X Jaguar привнесла множество нововведений, многие из которых используются и сегодня:
- Поддержка MPEG-4 в QuickTime.
- Адресная книга и технология Inkwell для распознавания рукописного ввода.
- Первый выпуск реализации Zeroconf от Apple — Rendezvous (в дальнейшем переименован в Bonjour), который обеспечивал автоматическое обнаружение устройств в локальной сети и предоставлял пользователям доступ к различным сервисам, таким как общий доступ к файлам, принтерам и сканерам.

Кроме того, Mac OS X Jaguar Server 10.2.2 впервые внедрил журналирование в файловую систему HFS Plus, что повысило надёжность хранения данных и упростило восстановление информации. Позднее эта функция была включена в основную версию Mac OS X в выпуске Panther (10.3).
Quartz Extreme — новая технология рендеринга графического интерфейса, передающая обработку графики на видеокарту, а не на центральный процессор, что заметно ускоряло работу системы и повышало общую производительность.
Также в Jaguar был реализован Универсальный доступ — набор инструментов для помощи людям с ограниченными возможностями, что сделало компьютеры Macintosh более доступными для широкого круга пользователей.
Пользовательский интерфейс системы получил обновление благодаря функции поиска в приложении Finder, основанной на возможностях Sherlock 3.
Для поддержки сетевой инфраструктуры и совместимости с Windows-системами, в Jaguar была интегрирована Common Unix Printing System (CUPS) и поддержка SMB-протоколов через открытый проект Samba.
Знаменитый значок загрузки Happy Mac, знакомый пользователям оригинальных компьютеров Macintosh, был заменён на серый логотип Apple, который сохранялся вплоть до выпуска OS X Yosemite.

## Маркетинговая стратегия
Apple предлагала обновление до Mac OS X Jaguar за 129 долларов как для пользователей Mac OS 9, так и для владельцев предыдущей версии Mac OS X. В октябре 2002 года Apple запустила программу «X For Teachers», в рамках которой учителя школ K–12 в США могли бесплатно получить комплект с установкой Jaguar, заполнив специальную заявку.
Это стало первым случаем публичного использования внутреннего кодового имени операционной системы в рекламных целях. На упаковочных коробках Jaguar красовалось изображение ягуара, созданное художниками Pixar.

## История версий
| Версия | Сборка        | Дата выпуска      | Версия оболочки | Примечания                                       |
| ------ | ------------- | ----------------- | --------------- | ------------------------------------------------ |
| 10.2   | 6C115, 6C115a | 24 августа, 2002  | Darwin 6.0      | Оригинальный выпуск                              |
| 10.2.1 | 6D52          | 18 сентября, 2002 | Darwin 6.1      | Кодовое имя - Jaguar Red                         |
| 10.2.2 | 6F21          | 11 ноября, 2002   | Darwin 6.2      | Кодовое имя - Jaguar Blue или Merlot             |
| 10.2.3 | 6G30          | 19 декабря, 2002  | Darwin 6.3      | Кодовое имя - Jaguar Green                       |
| 10.2.3 | 6G37          | 19 декабря, 2002  | Darwin 6.3      | Обновленный оригинальный выпуск                  |
| 10.2.3 | 6G50          | 19 декабря, 2002  | Darwin 6.3      | Серверная версия, оригинальный выпуск            |
| 10.2.4 | 6I32          | 13 февраля, 2003  | Darwin 6.4      | Кодовое имя - Jaguar Pink                        |
| 10.2.5 | 6L29          | 10 апреля, 2003   | Darwin 6.5      | Кодовое имя - Jaguar Plaid                       |
| 10.2.6 | 6L60          | 6 мая, 2003       | Darwin 6.6      | Кодовое имя - Jaguar Black                       |
| 10.2.7 | 6R65          | 22 сентября, 2003 | Darwin 6.7      | Удалено из розничной продажи по причине дефектов |
| 10.2.8 | 6R73          | 3 октября, 2003   | Darwin 6.8      | Выпущено в один день с 6R50                      |
| 10.2.8 | 6S90          | 3 октября, 2003   | Darwin 6.8      |                                                  |

Последняя официальная версия Mac OS X Jaguar — 10.2.8 — поддерживала компьютеры линейки Beige G3, мини-компьютеры и некоторые модели ноутбуков серии PowerBook G3. Более поздние версии Mac OS X могли быть установлены на эти машины только с использованием неофициальных утилит, таких как XPostFacto.